# Лободров Богдан Олександрович
Богдан Олександрович Лободров (нар. 19 березня 1996, Україна) — український футболіст, воротар.

## Біографія

### Ранні роки
Вихованець одеського «Чорноморця». Із 2009 по 2013 рік провів 36 матчів у чемпіонаті ДЮФЛ.
З липня 2013 року перебував у структурі «Чорноморця», проте виступав виключно за молодіжну та юнацьку команди. Влітку 2017 року був відданий в оренду в клуб Першої ліги «Балкани», у складі якого дебютував на дорослому рівні.
16 вересня 2020 року дебютував у складі МФК «Миколаїв».